# Nymindegab
Nymindegab ist ein ehemaliges Fischerdorf in der Kommune Varde südlich des Ringkøbingfjords in Dänemark. Heute bildet es das Zentrum eines Feriengebiets. In nördlicher Richtung befinden sich das Ramsar-Vogelschutzgebiet Tipperne und das Ferienhausgebiet Bjerregård auf der Nehrung Holmsland Klit.

## Geschichte und Sehenswürdigkeiten
Während des Zweiten Weltkrieges entstand an der dänischen Westküste ab 1942 ein Teil des Atlantikwalles. Während in Dänemark insgesamt rund 7.000 Bunkeranlagen errichtet wurden, waren allein bei Nymindegab 243 größere und 518 kleinere Betonanlagen konzentriert. Hier wurden über 190.000 m³ Beton verbaut. Viele der Anlagen wurden nach dem Krieg gesprengt, andere rutschten durch die fortschreitende Küstenerosion vom Dünenkamm auf den Strand oder liegen bereits im flachen Wasser.
Sehenswert ist das Nymindegab-Museum. Es besitzt eine Gemäldegalerie mit Gemälden der „Nymindegab-Maler“ Laurits Tuxen und Johannes Larsen. Außerdem sind originale Ausgrabungsergebnisse (z. B. zwei Gräber der Bronzezeit) und viele Artefakte von der Steinzeit bis in die jüngere Vergangenheit zu besichtigen. Neben dem Museumsbau liegt das Hvalhuset, ein Ausstellungspavillon mit dem zwölf Meter langen Skelett eines hier gestrandeten Pottwals. Schau- und Texttafeln informieren ausführlich über Wale im Allgemeinen und das Schaustück im Besonderen. Eine Freiluftausstellung präsentiert das Leben einer Zimmermannsfamilie um 1930. Besonderheit ist eine Windmühle, die in der darunterliegenden Werkstatt die Maschinen des Zimmermanns/Stellmachers antrieb. Das Wohnhaus zeigt eine originale Ausstattung aus der Zeit um 1930.
Außerdem besteht die Möglichkeit, die Seenotrettungsstation in Nymindegab zu besichtigen. Hier wird Dänemarks ältestes Rettungsboot aufbewahrt. Es war von 1966 bis 1977 im Nationalmuseum in Kopenhagen ausgestellt, bis es an seinen ehemaligen Einsatzort zurückkehrte.
Eines der ältesten Hotels Jütlands befindet sich in Nymindegab, der Nymindegab Kro. Es wurde im Jahr 2006 modernisiert.

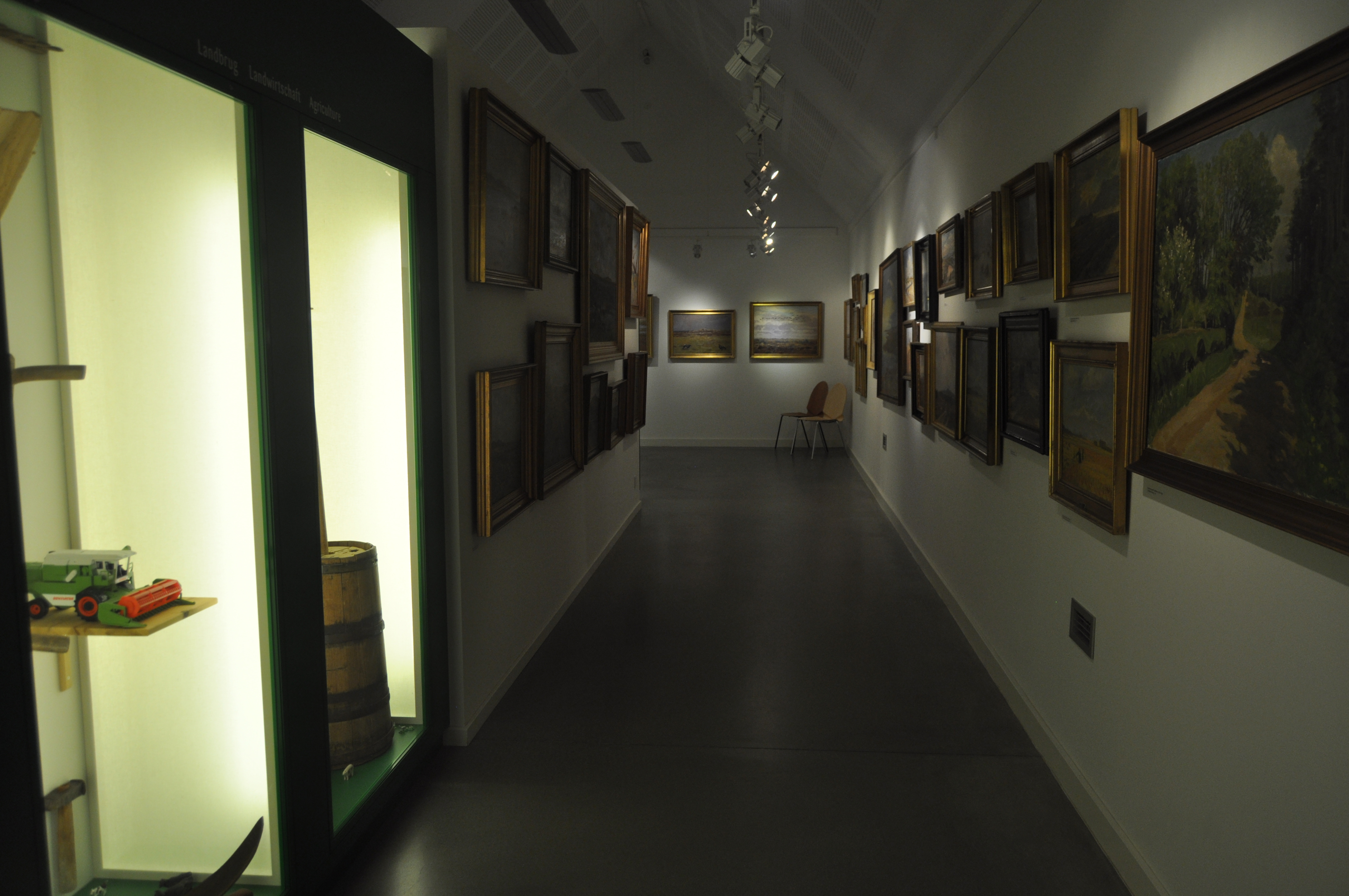
Gemäldesammlung im Museum Nymindegab
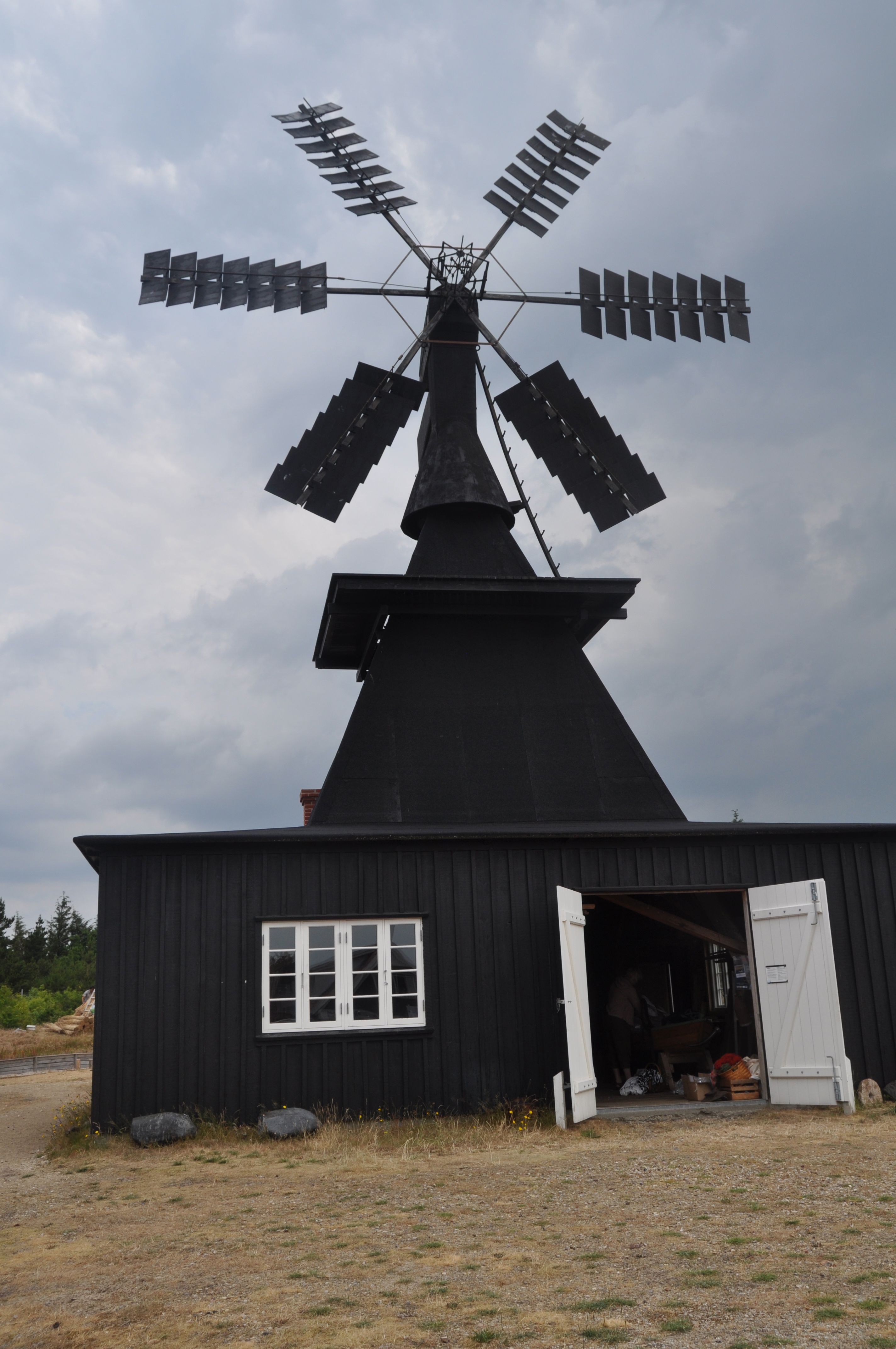
Mühle im Museum Nymindegab
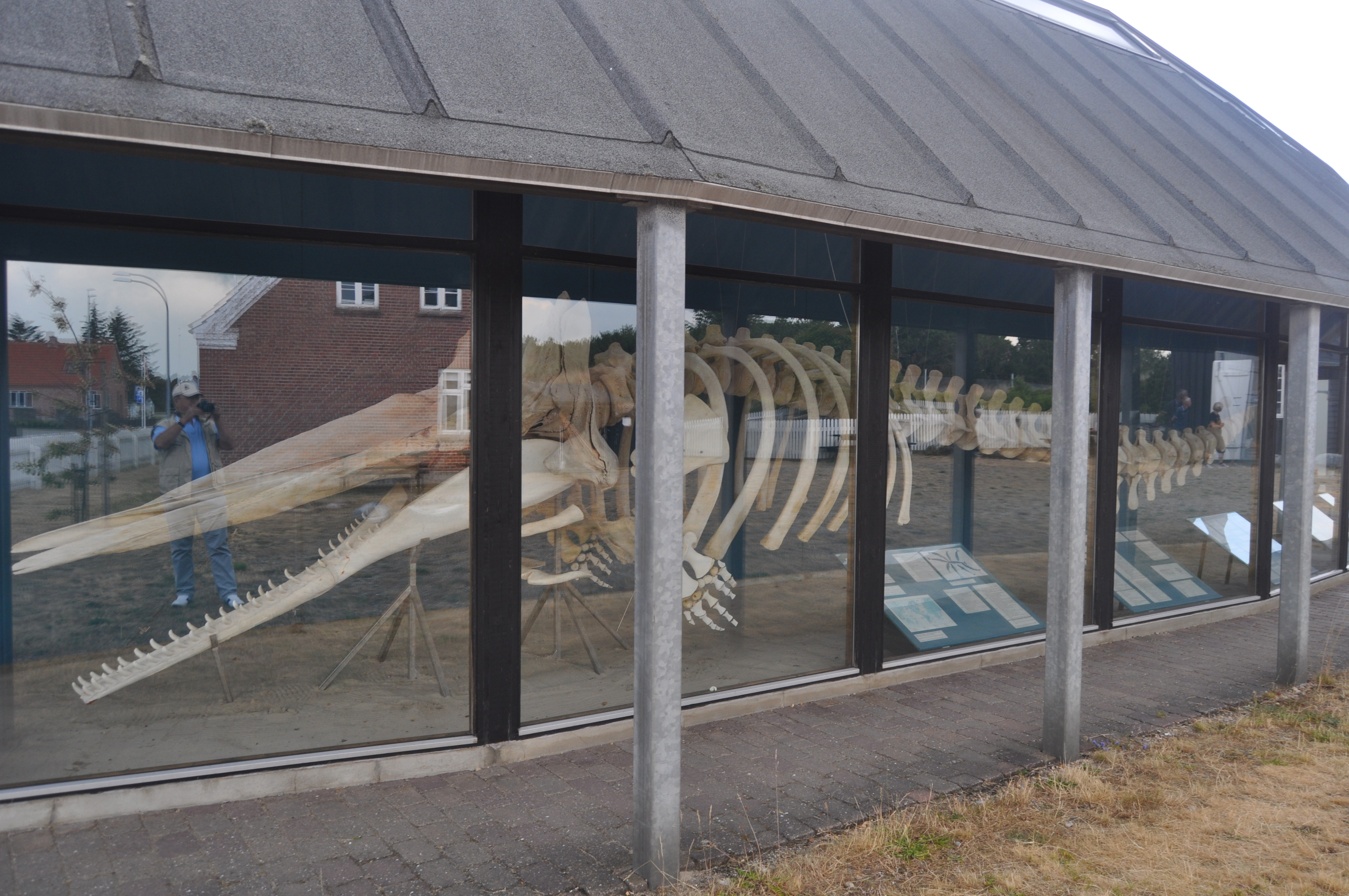
Pottwalskelett im Hvalhuset
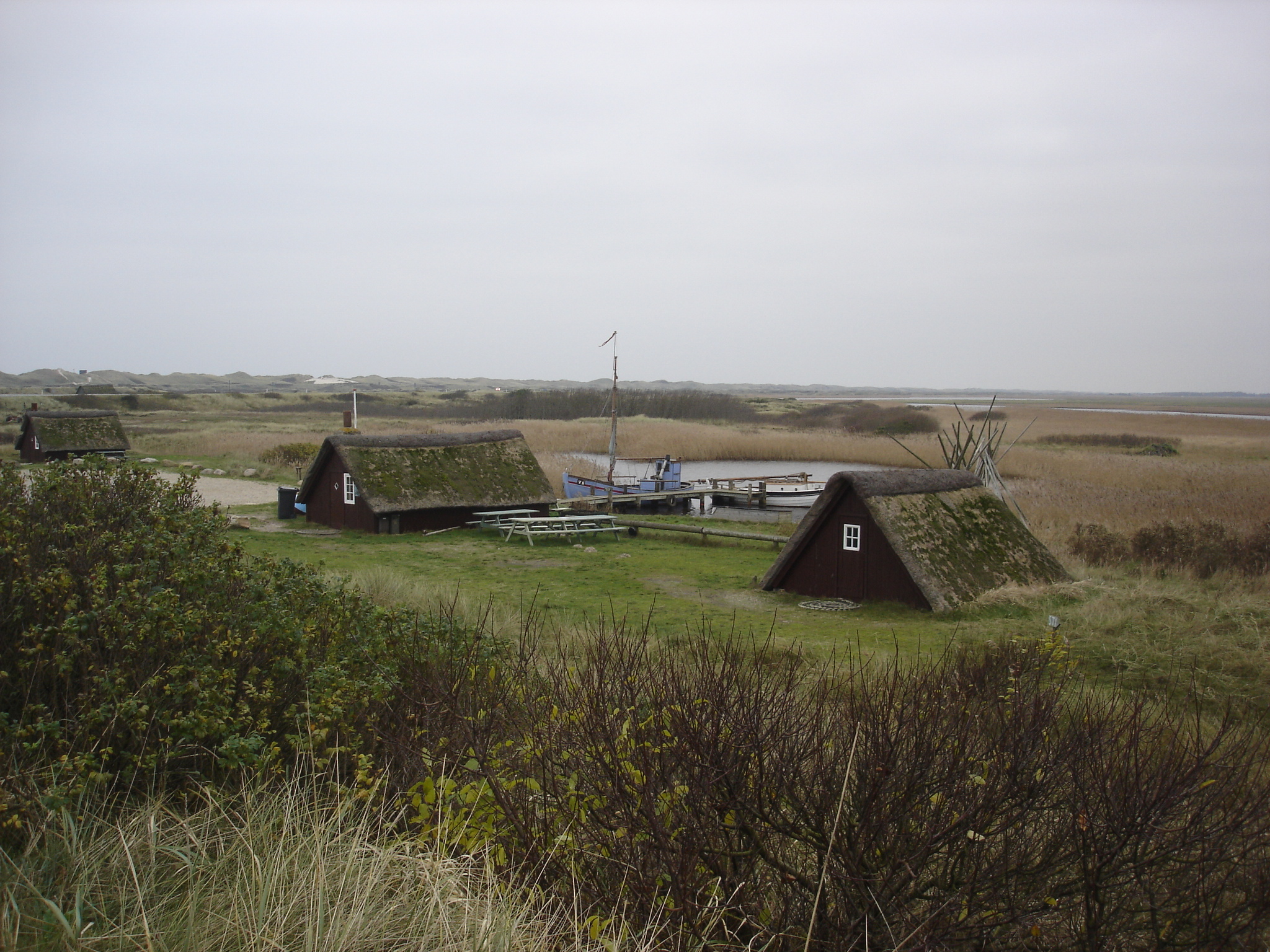
Fischerkaten an der ehemaligen Fahrrinne zum Fjord